# Palais du grand-duc Michel
Le nouveau palais Michel (Новомихайловский дворец) est un palais sur le quai du Palais à Saint-Pétersbourg entre le palais de Marbre et les bâtiments de l'Ermitage. Il a été construit entre 1857 et 1862 par Andreï Stackenschneider pour le grand-duc Michel Nikolaïevitch de Russie. Il s'appelle nouveau pour le distinguer du palais Michel dit aussi palais Mikhaïlovski (aujourd'hui Musée russe). 
Le palais est connu pour ses intérieurs rococo. Mihály Zichy a orné les murs de ses peintures. Les parties arrière du palais survivent d'un palais baroque des années 1740.
Depuis 1949, le bâtiment abrite l'Institut des études orientales (l'ancien Musée asiatique), renommé aujourd'hui en Institut des manuscrits orientaux qui abrite une bibliothèque précieuse de manuscrits anciens et des laboratoires de recherche. Il a été récemment rénové grâce à des fonds fournis par le sultan d'Oman, Qabous ibn Saïd.

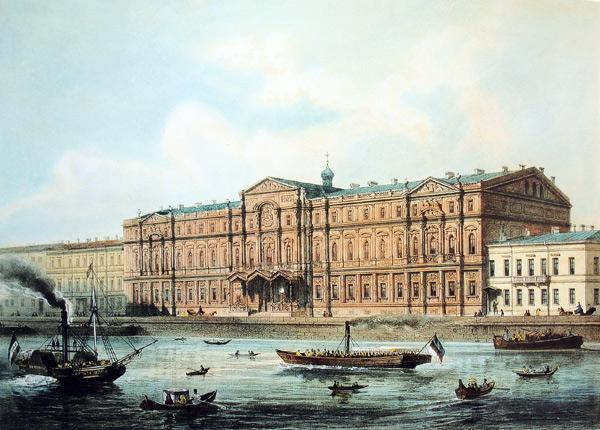
En 1860
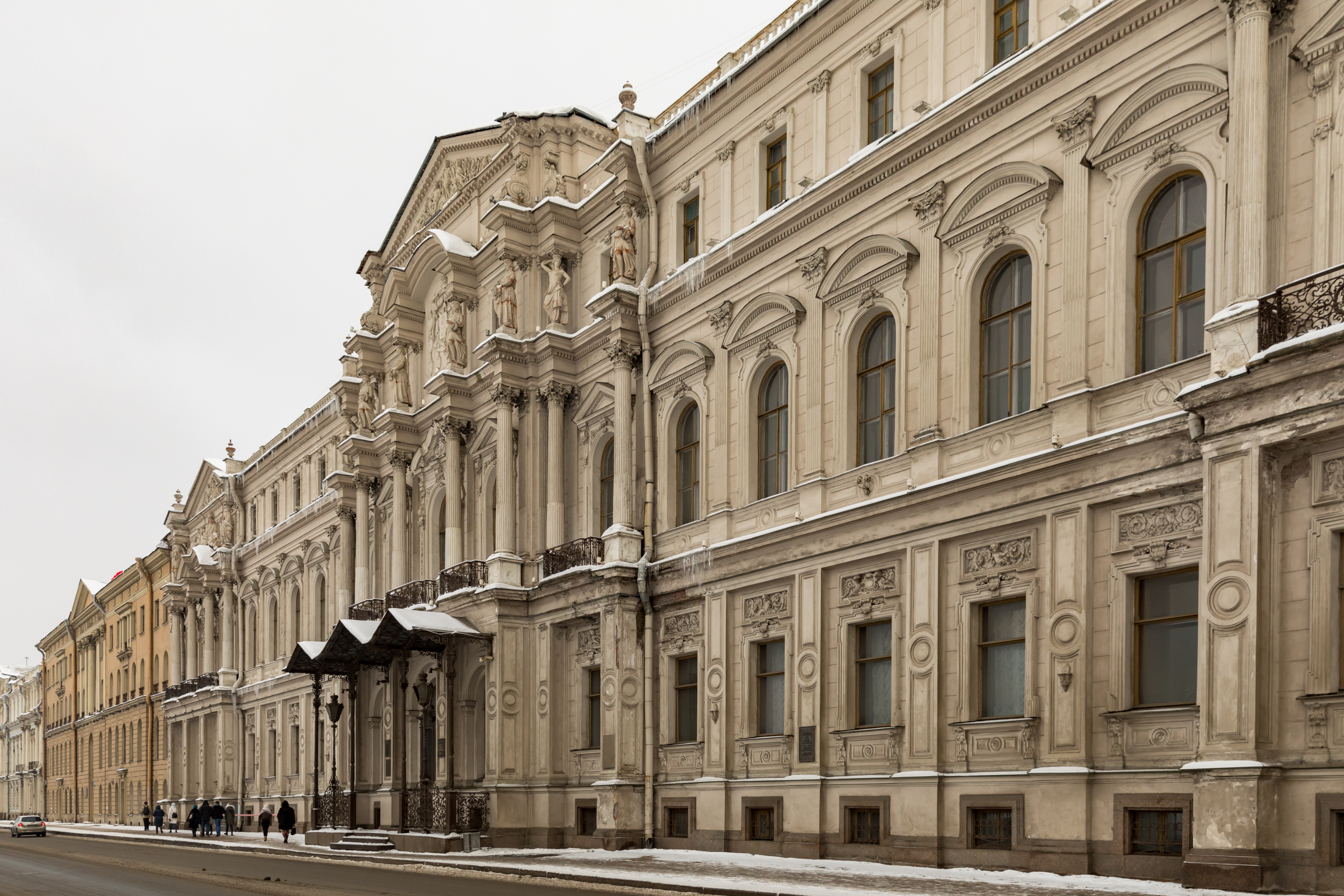
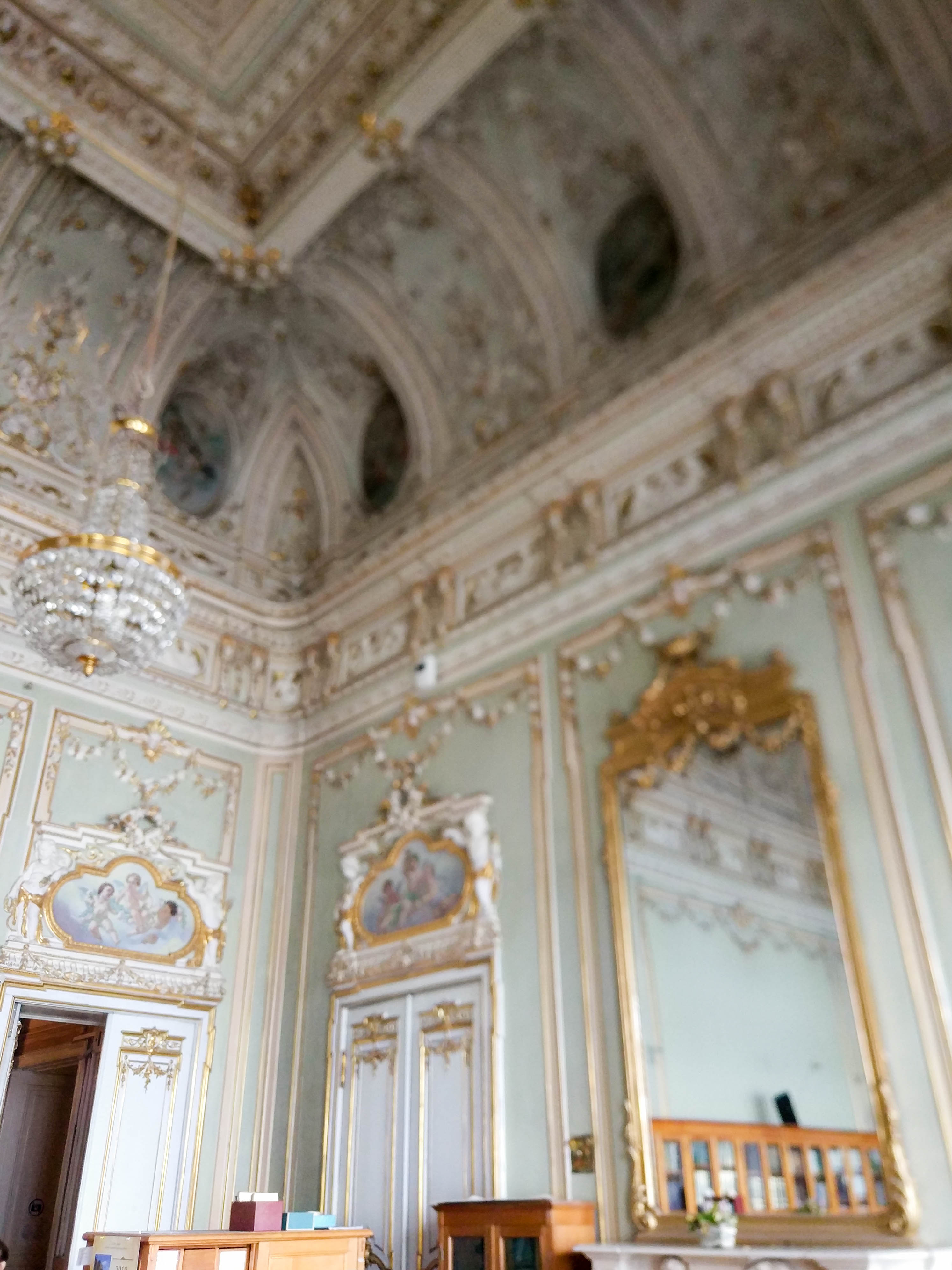
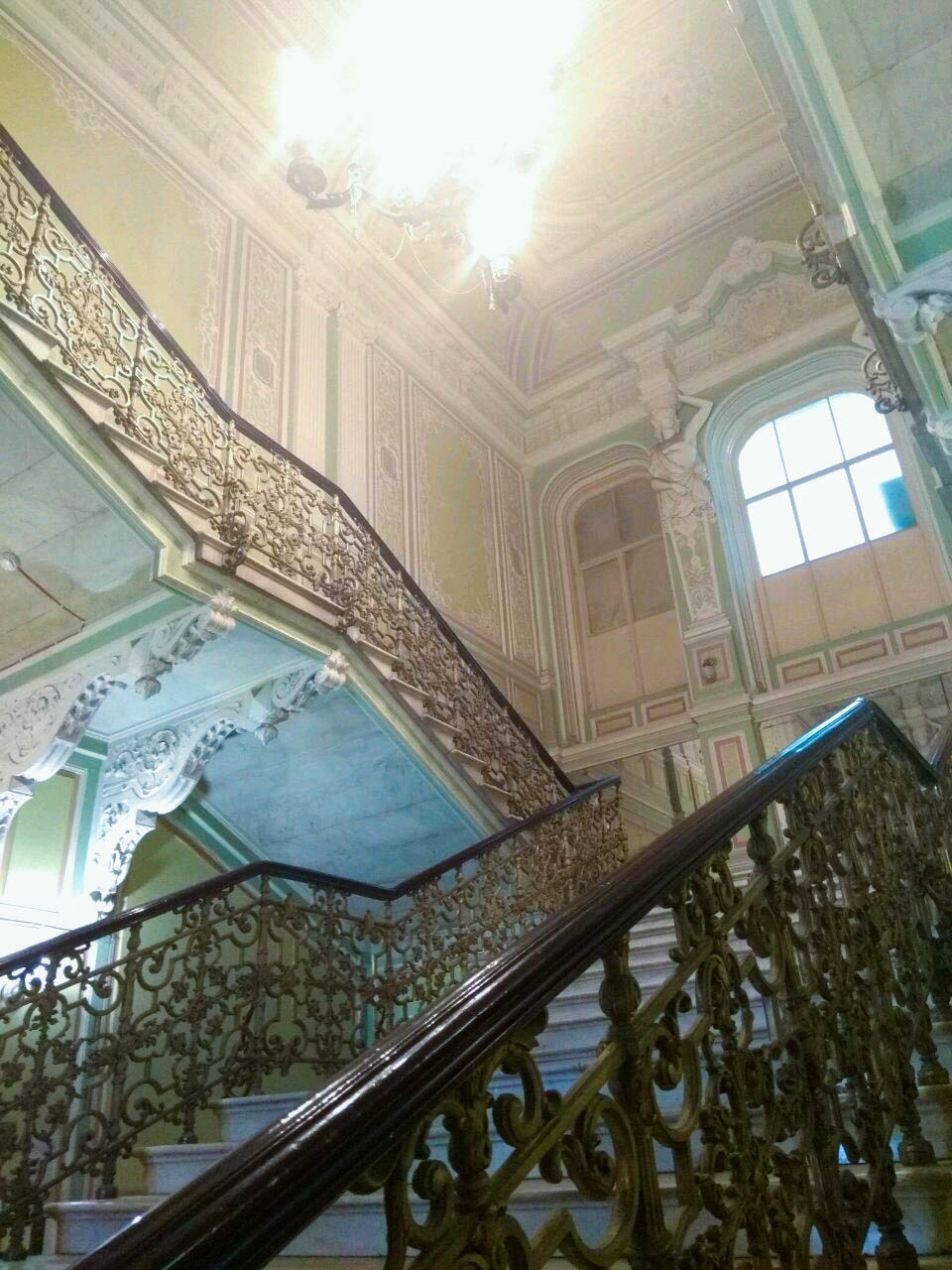